# Stadio Centrale (Kazan')
Lo stadio Centrale di Kazan' (in russo Центральный стадион?, Central'nyj stadion; in tataro Үзәк стадион, Uzäk stadion), o Kazan' Arena (in russo Kaзaнь Apeнa?), è uno stadio sportivo di Kazan', in Russia. Ha una capienza di 30 133 posti e ha ospitato fino al 2013 le partite del Rubin Kazan'.

## Storia
L'impianto ha ospitato nel 2013 le gare di atletica leggera della XXVII Universiade.